# Schmuckbienen
Die Schmuckbienen (Epeoloides) sind eine Gattung aus der Familie der Apidae innerhalb der Bienen. Von ihnen sind bislang nur zwei Arten weltweit bekannt, von denen eine in Nordamerika und eine in Europa beheimatet ist. Schmuckbienen sind Brutschmarotzer an Schenkelbienen (Macropis) und werden daher zu den Kuckucksbienen gezählt.

## Merkmale
Schmuckbienen sind mittelgroß, wobei Epeoloides coecutiens eine Körperlänge von 9 bis 10 Millimetern erreicht. Sie haben einen dunkelrot und schwarz gefärbten Hinterleib, der ebenso wie die Schenkel (Femora) große weiße Flecken trägt. Die Bienen besitzen angepasst an ihre parasitische Lebensweise keine Haarbürsten (Scopae) zum Pollen sammeln. Kopf und Thorax sind fein dicht behaart, ansonsten ist die Körperoberfläche glänzend.

## Vorkommen
Epeoloides pilosula ist im zentralen Nordamerika, von Ontario, Manitoba und Saskatchewan in Kanada und  Michigan bis zu den Staaten von Neuengland sowie südlich bis nach Georgia in den USA verbreitet. Epeoloides coecutiens kommt in weiten Teilen Europas vor. In Nordamerika fliegen die Tiere im Juni und Juli, in Europa von Juli bis August. Die nordamerikanische Art ist sehr selten und gefährdet. 

## Systematik
Die Gattung Epeoloides gehört innerhalb der Familie Apidae zur Unterfamilie Apinae. Diese Unterfamilie wird in viele Tribus eingeteilt. Epeoloides gehört zur Tribus Osirini, die Arten dieser Tribus sind alle Kuckucksbienen und sie wurden lange Zeit zu den Nomadinae gestellt. Von der Tribus Osirini sind nur fünf Gattungen bekannt: Epeoloides, Osirinus (7 Arten), Osiria (21 Arten), Parepeolus (5 Arten) Protosiris (4 Arten).

## Arten
- Epeoloides coecutiens Fabricius, 1775
- Epeoloides pilosula (Cresson, 1878), Nordamerika, war lange Zeit verschollen und wurde 2002 in Kanada wiederentdeckt.[2]